# Sphaerodactylus samanensis
Sphaerodactylus samanensis — вид геконоподібних ящірок родини Sphaerodactylidae. Ендемік Домініканської Республіки.

## Поширення і екологія
Sphaerodactylus samanensis відомі з типової місцевості, розташованої на південному узбережжі затоки Самана та в сусідніх районах. Вони живуть у вологих тропічних лісах, серед опалого листя і під камінням, на покинутих плантаціях, в заростях моготе, серед скель, поблизу печер. Зустрічаються на висоті до 181 м над рівнем моря.

## Збереження
МСОП класифікує цей вид як такий, що перебуває на межі зникнення. Sphaerodactylus samanensis загрожує знищення природного середовища. 